# Седлімовиці
Седлімовиці (пол. Siedlimowice, нім. Schönfeld) — село в Польщі, у гміні Жарув Свідницького повіту Нижньосілезького воєводства.
Населення — 182 особи (2011).
У 1975-1998 роках село належало до Валбжиського воєводства.

## Демографія
Демографічна структура станом на 31 березня 2011 року:
|          | Загалом | Допрацездатний вік | Працездатний вік | Постпрацездатний вік |
| -------- | ------- | ------------------ | ---------------- | -------------------- |
| Чоловіки | 89      | 17                 | 62               | 10                   |
| Жінки    | 93      | 22                 | 49               | 22                   |
| Разом    | 182     | 39                 | 111              | 32                   |